# Slatino, Nordmakedonien
Slatino (makedonska: Слатино) är en ort i Nordmakedonien. Den ligger i kommunen Tearce, i den nordvästra delen av landet, 30 kilometer väster om huvudstaden Skopje. Slatino ligger 540 meter över havet och antalet invånare är 3 422.